# ميلان جاجيتش
ميلان جاجيتش (مواليد 28 يناير 1996) هو لاعب كرة قدم صربي يلعب في مركز الظهير الأيمن في نادي النجم الأحمر بلغراد.

## روابط خارجية
- ميلان جاجيتش على موقع الاتحاد الدولي (مؤرشف)  (الإنجليزية)
- ميلان جاجيتش على موقع الاتحاد الأوربي (الإنجليزية)
- ميلان جاجيتش على موقع قاعدة بيانات كرة القدم.إي يو (الإنجليزية)
- ميلان جاجيتش على موقع ناشيونال فوتبول تيمز (الإنجليزية)
- ميلان جاجيتش على موقع Soccerway.com (الإنجليزية)
- ميلان جاجيتش على موقع عالم كرة القدم.نت (الإنجليزية)
- ميلان جاجيتش على موقع AS.com (الإسبانية)